# Z̆
Cette page contient des caractères spéciaux ou non latins. S’ils s’affichent mal (▯, ?, etc.), consultez la page d’aide Unicode.
Z̆ (minuscule : z̆), appelé Z brève, est une lettre supplémentaire de l'alphabet latin utilisée dans l’écriture du laze ou dans la romanisation ISO 9 de l’alphabet cyrllique. Il s’agit de la lettre Z diacritée d’une brève. Elle est aussi utilisé en dialectologie ouralienne.

## Utilisation
Le z brève ‹ z̆ › est utilisé en laze, il est parfois remplacé par le z caron ‹ ž ›. Dans l'alphabet phonétique ouralien et en dialectologie ouralienne générale, z̆ indique un z avec une prononciation faible (depuis au moins 1991).
Dans la romanisation ISO 9 de l’alphabet cyrillique, ‹ z̆ › est utilisé pour translitérer ‹ Ӂ ›.

## Représentation informatique
Le Z brève peut être représentée avec les caractères Unicode suivants :
- décomposé et normalisé (latin de base, diacritiques) :

| formes    | représentations | chaînes de caractères | points de code | descriptions                                |
| --------- | --------------- | --------------------- | -------------- | ------------------------------------------- |
| capitale  | Z̆               | Z◌̆                    | U+005A U+0306  | lettre majuscule latine z diacritique brève |
| minuscule | z̆               | z◌̆                    | U+007A U+0306  | lettre minuscule latine z diacritique brève |